# Exército da Bandeira Negra
O Exército da Bandeira Negra (chinês tradicional: 黑旗軍, pinyin: HēiqíJūn, vietnamita: Quân Cờ Đen) era um remanescente e dissidente grupo de bandidos recrutado em grande parte de soldados da etnia Xuéns, que cruzaram a fronteira em 1865 de Quancim, China para o norte do Vietnã, durante a Dinastia Nguyễn. Embora bandidos, eles eram conhecidos principalmente por suas lutas contra as forças invasoras francesas, que então se mudavam para Tonquim. O Exército de Bandeira Negra é assim chamado por causa da preferência de seu comandante, Liu Yongfu, por usar bandeiras de comando pretas.
O exército foi oficialmente dissolvido em 1885 como resultado do Tratado de Tientsin entre a França e a China. No entanto, os remanescentes do exército continuaram a travar uma guerra de guerrilha contra as autoridades coloniais francesas por anos. Com a sanção das autoridades vietnamitas e chinesas, os Bandeiras Negras se juntaram às forças irregulares vietnamitas, impedindo a invasão francesa além do Delta do Rio Vermelho.

## A ascensão e queda do Exército da Bandeira Negra

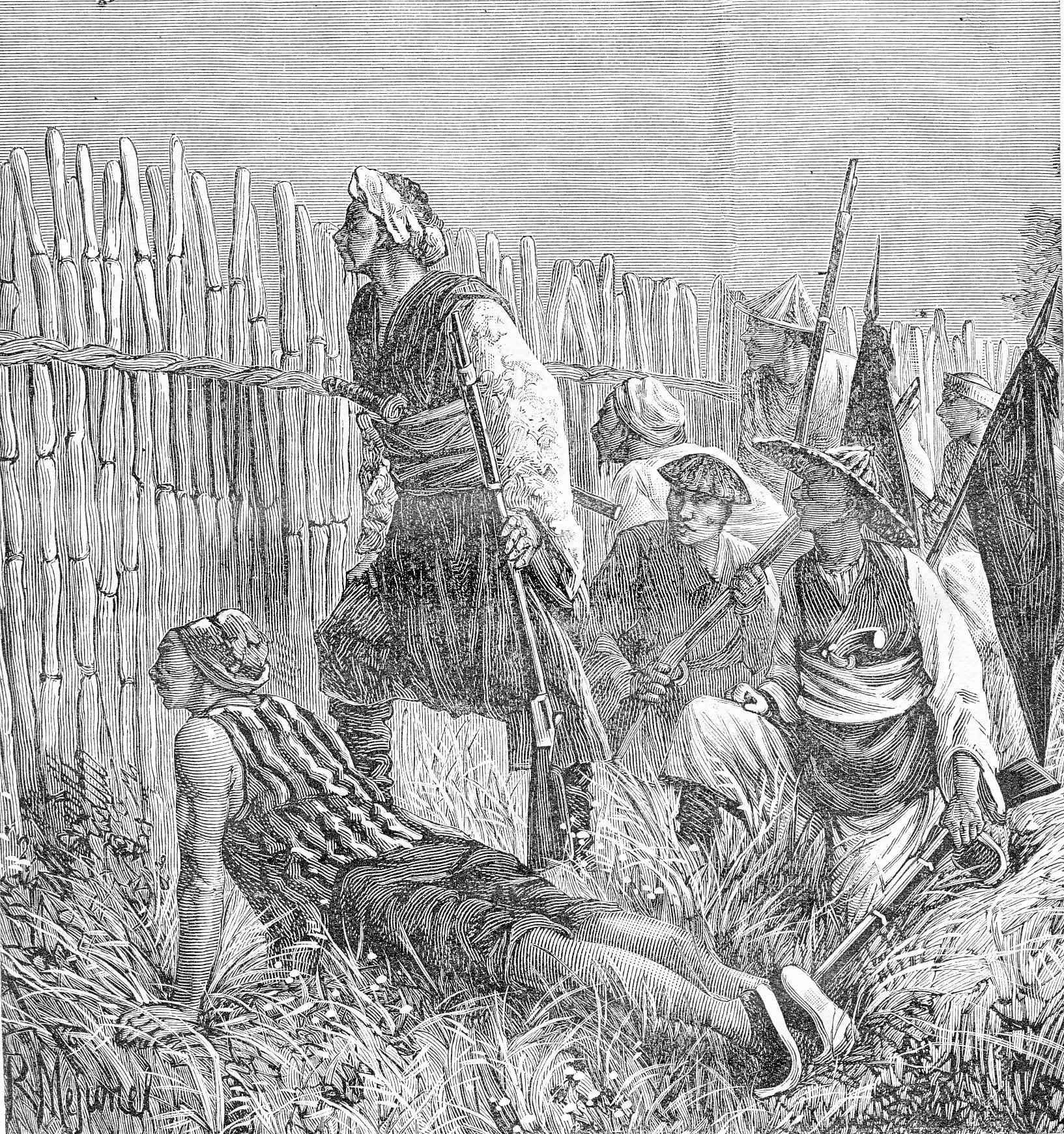
Uma emboscada dos Bandeira Negra, 1883

Em 1857, Liu Yongfu, um soldado da fortuna Hacá, comandou um grupo de cerca de 200 homens dentro de um grupo de bandidos maior na província de Quancim liderado por Huang Sihong (chinês:黃思宏). Ele desertou com seus homens para o bando de Wu Yuanqing (chinês:吳元清) sob sua própria bandeira negra. Liu organizou uma cerimônia que lembrava os rituais tiandihui (天地会) e assim nasceu o que ficou conhecido como Exército da Bandeira Negra. O "exército" operava como uma unidade independente sob Wu Yuanqing e sob seu filho e sucessor, Wu Yazhong (chinês:吳亞終)  ou Wu Hezhong. Embora não façam parte das forças Taiping, tanto Wu Yuanqing quanto Wu Yazhong afirmaram ser "príncipes" Taiping.
Depois que as forças Qing esmagaram a Rebelião Taiping em 1864 em Nanquim, o exército Qing começou a destruir sistematicamente os muitos bandos armados das províncias do sudeste. Perseguido com veemência, o desesperado Wu Yazhong, com Liu e seu Exército da Bandeira Negra, cruzaram para Tonkin em 1865.
Os Bandeiras Negras demonstraram sua utilidade para a corte vietnamita ajudando na supressão das tribos indígenas que povoavam o terreno montanhoso entre os rios Vermelho e Negro, e por isso Liu foi recompensado com um título militar oficial.
Garantido com o apoio da corte vietnamita, Liu Yongfu estabeleceu uma lucrativa rede de extorsão ao longo do rio Vermelho, "tributando" o comércio fluvial entre Sơn Tây e Lào Cai a uma taxa de 10%. Os lucros obtidos com esse empreendimento foram tão grandes que o exército de Liu aumentou em número na década de 1870, atraindo para suas fileiras aventureiros de todo o mundo. Embora a maioria dos soldados da Bandeira Negra fosse chinesa, os oficiais subalternos incluíam soldados americanos e europeus da fortuna, alguns dos quais haviam participado da Rebelião Taiping. Liu usou sua experiência para transformar o Exército Bandeira Negra em uma formidável força de combate. Sob seu comando em Tonkin, ele tinha 7.000 soldados de Guangdong e Guangxi. 
O assédio aos navios europeus que negociavam no Rio Vermelho desencadeou o envio da força expedicionária francesa para Tonkin sob o comando do comandante Henri Rivière em 1882. Os confrontos resultantes entre os franceses e o Exército da Bandeira Negra (este último auxiliado pelas forças regulares vietnamitas e chinesas) aumentaram, resultando eventualmente na Guerra Sino-Francesa (agosto de 1884 – abril de 1885). As bandeiras negras ajudaram as forças chinesas durante esta guerra, mais conhecida pelo feroz cerco de Tuyên Quang, quando os exércitos chineses e bandeiras negras reuniram um batalhão da Legião Estrangeira Francesa defendendo a cidadela. O Exército da Bandeira Negra se desfez formalmente no final da Guerra Sino-Francesa, embora muitos de seus membros continuassem a assediar os franceses por anos depois como bandidos autônomos.
Notavelmente, Liu Yongfu reviveu o Exército da Bandeira Negra novamente em 1895 em resposta à invasão japonesa de Taiwan. Liu Yongfu cruzou para Taiwan a pedido de seu velho amigo Tang Jingsong, ex-governador-geral da ilha e agora presidente da efêmera República de Formosa. Liu deveria comandar as forças de resistência de Formosa contra os japoneses. Liu levou vários veteranos do Black Flag de volta ao serviço para se juntar à luta contra os japoneses, mas o reconstituído Exército dos Bandeiras Negras foi afastado com facilidade pela Divisão da Guarda Imperial Japonesa. O próprio Liu foi obrigado a se disfarçar de velha para escapar da captura.
Uma entrada sobre os Bandeiras Negras em "Appletons' Annual Cyclopaedia and Register of Important Events, Volume 8; Volume 23":
"Os Bandeiras Negras - Mais formidáveis do que o exército Anamese eram os soldados irregulares conhecidos como Bandeiras Negra e Amarela. Essas tropas não eram anameses, mas chinesas, e não se sabe até que ponto foram aumentadas por voluntários das províncias chinesas vizinhas. Eles são sobreviventes dos valorosos rebeldes Taeping que mantiveram o poder militar do Império Chinês sob controle por muitos anos. Em 1865, os rebeldes, que haviam se retirado antes das tropas chinesas para a província de Kwangsi, foram finalmente expulsos da fronteira para Tonquin e encontraram um refúgio seguro nas montanhas de ambos os lados do vale do rio Vermelho. Este bando de exilados, totalizando cerca de 5.000, estava acompanhado de suas esposas e famílias. Seu chefe era Watsong, um dos principais tenentes de Taeping Wang, e muitos deles continuaram as práticas de pirataria nas quais a rebelião degenerou em seu último período. Eles não ofereceram mais hostilidade ao governo chinês, mas tornaram-se os apoiadores e instrumentos da política e influência chinesa em Anam. As tropas anameses foram enviadas contra eles várias vezes, mas foram invariavelmente derrotadas. Em 1868, eles detinham a posse indiscutível de toda a margem direita do rio Vermelho acima da capital. Com a ajuda do vice-rei chinês de Cantão, ou governador-geral dos dois Kwang, eles foram finalmente expulsos das terras baixas e confinados ao curso superior do rio.

Logo depois que Watsong morreu, seus seguidores se dividiram em dois bandos. O corpo principal dos rebeldes originais de Taeping estava disposto a se dedicar a atividades pacíficas e a se submeter às autoridades chinesas e anamesas. Eles adotaram a bandeira amarela como insígnia e escolheram como chefe Illwang Tsoug In, que havia sido soldado do exército territorial chinês de Kwangsi. O bando menor, que manteve a bandeira negra, era composto por criminosos e personagens desesperados que se juntaram ao bando de Watsong na esperança de saquear ou escapar da justiça, e seu novo líder era anteriormente o bandido mais famoso da província de Kwangsi. . O principal assentamento dos Bandeiras Negras está em Aokai, no rio Vermelho; a das bandeiras amarelas em Hagiung, mais no interior e a leste daquele lugar. Os anameses subsidiaram as Bandeiras Amarelas em parte para atuar como um controle sobre as problemáticas Bandeiras Negras, e ficaram felizes em se valer de ambas em seus conflitos com os franceses. Foi por falta de precaução contra a habilidade e coragem dos Bandeiras Negras que Garnier perdeu a vida em 1873, e por repetição do mesmo erro, Riviera sofreu derrota e morte em 1883. Tanto os Bandeiras Negras quanto os Bandeiras Amarelas aumentaram muito em número desde que foram expulsos do território chinês, o primeiro número em 1883 provavelmente não menos que 5.000 guerreiros, e o último talvez o dobro."

## O Exército da Bandeira Negra em ação

### Assassinato do tenente Francis Garnier, dezembro de 1873

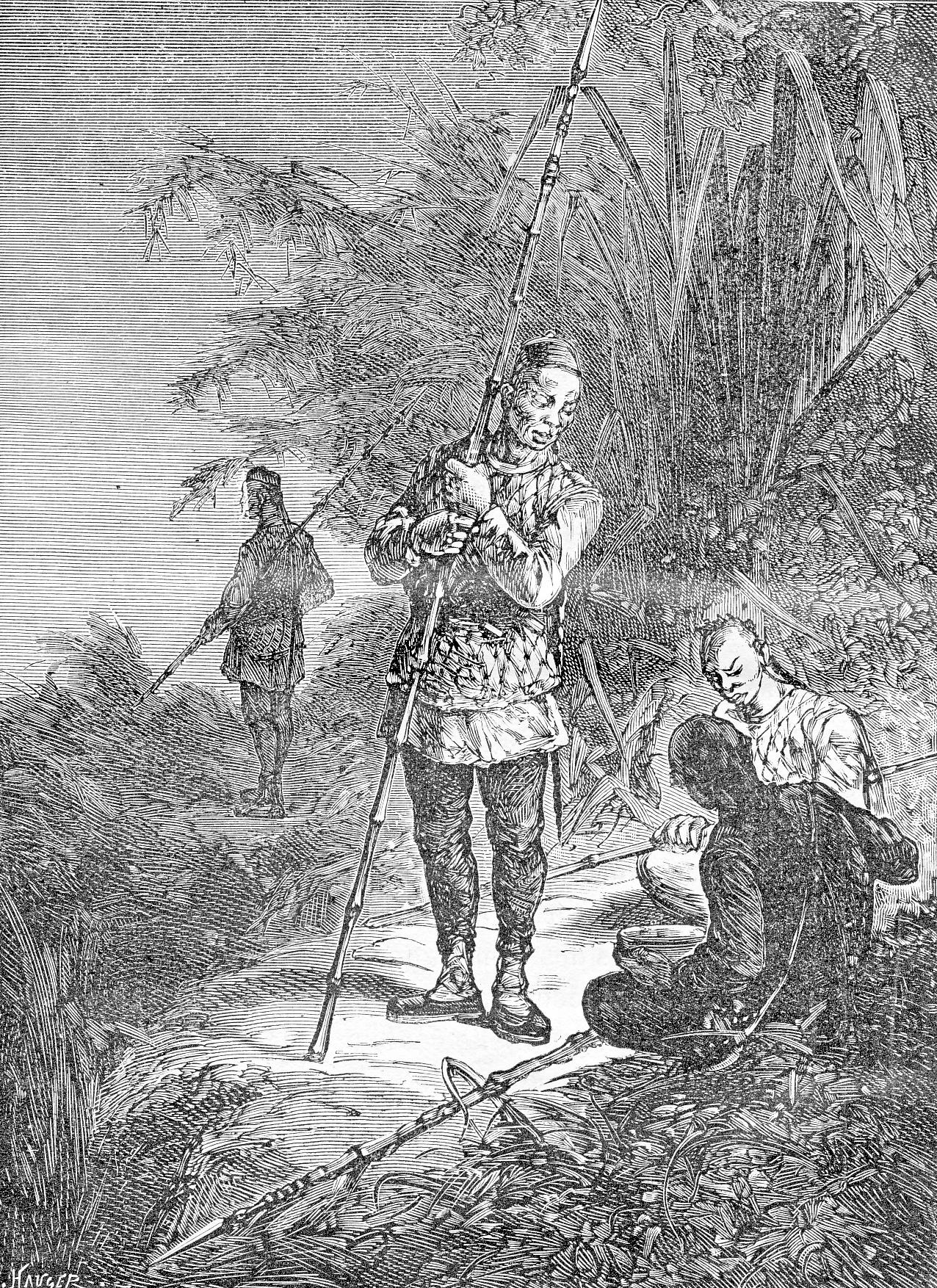
Soldados da Bandeira Negra, 1873

Em 1873, o governo vietnamita contou com a ajuda do Exército Bandeira Negra para enfrentar uma tentativa de conquista de Tonkin pelo tenente naval francês Francis Garnier, que agia sem ordens após ter sido enviado para lá em missão diplomática. Em 21 de dezembro de 1873, Liu Yongfu e cerca de 600 bandeiras negras (em francês:  pavillons noirs, drapeaux noirs), marchando sob uma enorme bandeira negra, aproximou-se do portão oeste da Cidadela de Hanói. Um grande exército vietnamita os seguiu. Garnier ordenou o bombardeio do Black Flags com uma peça de campo montada acima do portão e, quando eles foram repelidos, ele liderou um grupo de 18 fuzileiros navais franceses para fora do portão em perseguição. Garnier e três de seus homens subiram a colina em um ataque de baioneta contra um grupo de Bandeiras Negras, mas foram mortos com uma lança após tropeçar em um curso de água. O jovem enseigne de vaisseau Adrien-Paul Balny d'Avricourt liderou uma pequena coluna semelhante para reforçar Garnier, mas também foi morto na frente de seus homens. Três outros soldados franceses também foram mortos nessas surtidas, e os outros fugiram de volta para a cidadela depois que seus oficiais caíram. 
Apesar da morte de Garnier, a tentativa de retomar Hanói falhou e os franceses mantiveram o controle da maior parte do Delta do Rio Vermelho.  No entanto, o governo francês desaprovou a conquista não autorizada e o tenente Paul Philastre foi enviado para remover os homens de Garnier das cidades que ocupavam e repatriá-los de volta para Saigon em fevereiro de 1874. 

### Derrota da invasão de Tonkin por Henri Rivière, maio de 1883
Dez anos depois, com a França novamente avançando para Tonkin, hostilidades não declaradas eclodiram em 1883 e na primeira metade de 1884 como um prelúdio para a Guerra Sino-Francesa. Os Bandeiras Negras travaram vários combates contra as forças francesas em Tonkin. O primeiro grande confronto foi na Batalha de Paper Bridge (19 de maio de 1883), na qual o capitão naval francês Henri Rivière foi emboscado e morto. Foi uma vitória rápida e impressionante para o Exército da Bandeira Negra. 

### Confrontos indecisos, verão de 1883
Na Batalha de Phủ Hoài (15 de agosto de 1883), o Exército da Bandeira Negra defendeu com sucesso suas posições contra um ataque francês lançado pelo general Alexandre-Eugène Bouët, embora tenha sofrido consideravelmente mais baixas do que os franceses.  Na Batalha de Palan (1º de setembro de 1883), os Bandeiras Negras se saíram menos bem, sendo expulsos de uma posição chave no rio Đáy. 

### Desastre em Sơn Tây, dezembro de 1883
Em dezembro de 1883, o Exército da Bandeira Negra sofreu uma grande derrota nas mãos do Almirante Amédée Courbet na Campanha Sơn Tây. Apesar de lutar com coragem fanática nos combates em Phù Sa em 14 de dezembro e Sơn Tây em 16 de dezembro, os Black Flags não conseguiram impedir que os franceses invadissem Sơn Tây. Mesmo com grandes contingentes regulares chineses e vietnamitas em Sơn Tây, o Exército da Bandeira Negra suportou o peso da luta e sofreu pesadas baixas. Na opinião do observador britânico William Mesny, um oficial sênior do exército chinês, a luta em Sơn Tây quebrou o poder do Exército da Bandeira Negra, embora a defesa obstinada apresentada pelos Bandeiras Negras na Batalha de Hòa Mộc quinze meses posteriormente não confirma esta avaliação. 

### Perda de Hưng Hóa, abril de 1884
O Exército da Bandeira Negra não participou da Campanha Bắc Ninh (março de 1884). Após a captura francesa de Bac Ninh, os Black Flags recuaram para Hưng Hóa. Em abril de 1884, os franceses avançaram sobre Hưng Hóa com as duas brigadas do Corpo Expedicionário de Tonkin. As bandeiras negras ergueram uma série impressionante de fortificações ao redor da cidade, mas o general Charles-Théodore Millot, o comandante-em-chefe francês, conquistou-a sem uma única baixa francesa. Enquanto a 2ª Brigada do General François de Négrier imobilizava frontalmente as Bandeiras Negras a partir de leste e sujeitava Hung Hoa a um feroz bombardeamento de artilharia a partir das alturas de Trung Xa, a 1ª Brigada do General Louis Brière de l'Isle marchava pelo flanco para sul para cortar a linha de retirada de Liu. A linha de retirada de Liu. Na noite de 11 de abril, vendo os turcos de Brière de l'Isle e a infantaria da marinha emergindo atrás de seu flanco em Xuân Đông, os Black Flags evacuaram Hưng Hóa antes de ficarem presos dentro dele. Eles incendiaram os prédios restantes antes de partir e, na manhã seguinte, os franceses encontraram a cidade completamente abandonada. 

### Perda de Tuyen Quang, junho de 1884
O Exército da Bandeira Negra recuou rio Vermelho até Thanh Quan, a apenas alguns dias de marcha da cidade fronteiriça de Lào Cai. Várias centenas de soldados da Bandeira Negra, desmoralizados pela facilidade com que Courbet e Millot derrotaram o Exército da Bandeira Negra, renderam-se aos franceses no verão de 1884. Uma das conquistas finais de Millot foi avançar rio Lô e expulsar o Exército da Bandeira Negra de Tuyên Quang na primeira semana de junho, novamente sem uma única baixa francesa. Se os franceses tivessem perseguido seriamente Liu Yongfu após a captura de Tuyên Quang, as Bandeiras Negras provavelmente teriam sido expulsas de Tonkin ali mesmo. Mas a atenção francesa foi desviada pela súbita crise com a China provocada pela emboscada de Bắc Lệ (23 de junho de 1884), e durante o agitado verão de 1884, os Bandeiras Negras foram deixados feridos. 

### Aliança com os chineses, setembro de 1884 a abril de 1885
A sorte do Exército da Bandeira Negra foi transformada pela eclosão da Guerra Sino-Francesa em agosto de 1884. A imperatriz viúva Cixi respondeu à notícia da destruição da Frota Fujian da China na Batalha de Fuzhou (23 de agosto de 1884) ordenando que seus generais invadissem Tonkin para expulsar os franceses de Hanói. Tang Jingsong, o comandante do Exército de Yunnan, sabia que os serviços de Liu seriam inestimáveis na guerra com a França, e Liu concordou em participar do Exército da Bandeira Negra na próxima campanha. As bandeiras negras ajudaram as forças chinesas a pressionar Hưng Hóa e os postos franceses isolados de Phủ Doãn e Tuyên Quang durante o outono de 1884.

### A batalha de Hòa Mộc, março de 1885

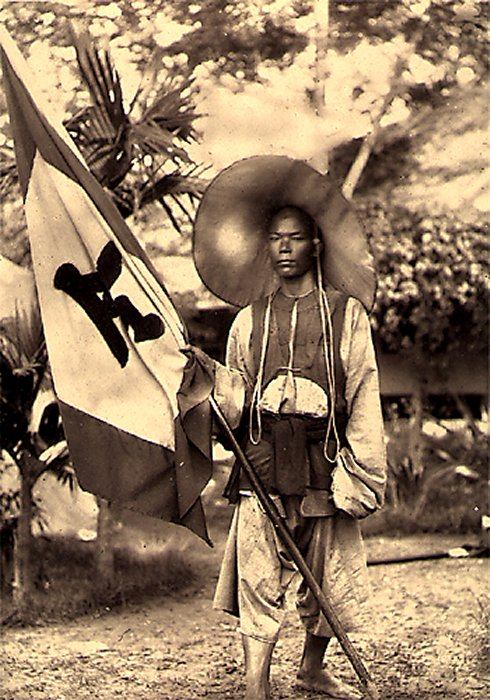
Um soldado do Exército da Bandeira Negra, 1885

No inverno e na primavera de 1885, 3.000 soldados do Exército da Bandeira Negra serviram durante o Cerco de Tuyên Quang. Na Batalha de Hòa Mộc (2 de março de 1885), o Exército da Bandeira Negra infligiu pesadas baixas a uma coluna francesa que marchava para socorrer Tuyên Quang. As baixas francesas em Hòa Mộc foram 76 mortos e 408 feridos, a maior taxa de baixas e a maior perda em um único dia de luta sofrida pelos franceses durante a Guerra Sino-Francesa. Muitos oficiais franceses em Hòa Mộc disseram que a carnificina foi ainda pior do que em Sơn Tây quinze meses antes. 

### Dissolução do Exército Bandeira Negra, junho de 1885

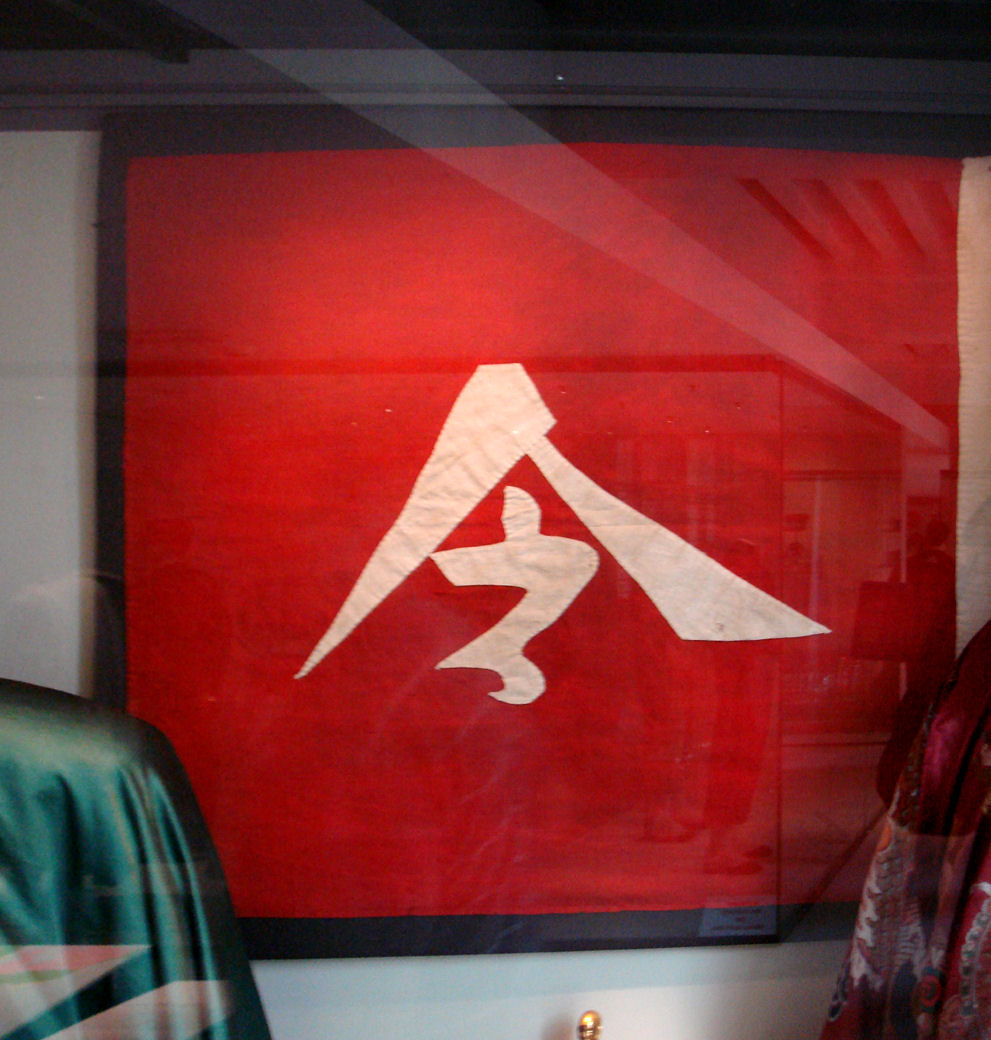
Um estandarte da Bandeira Negra, capturado pelos franceses em Hòa Mộc (2 de março de 1885) e agora exibido no Musée de l'Armée, Paris

Uma das condições do tratado de paz entre a França e a China que pôs fim à Guerra Sino-Francesa era que Liu Yongfu deveria deixar Tonkin. No final da guerra, Liu tinha apenas cerca de 2.000 soldados sob seu comando e não estava em posição de resistir à pressão de Tang Jingsong e dos outros comandantes do Exército de Yunnan para remover o Exército da Bandeira Negra. Liu cruzou para a China com alguns de seus seguidores mais leais, mas a maior parte do Exército da Bandeira Negra foi dissolvida em solo tonquinês no verão de 1885. Sem receber por meses e ainda de posse de seus rifles, a maioria dos soldados indesejados da Bandeira Negra imediatamente se envolveram no banditismo, sob a cobertura do movimento de resistência Cần Vương contra os franceses. Os franceses levaram meses para reduzi-los, e a rota entre Hưng Hóa e a cidade fronteiriça de Lào Cai só foi garantida em fevereiro de 1886. Em 1887, os bandidos do Bandeira Negra permaneceram suficientemente poderosos para saquear e pilhar Luang Prabang.

## Bandeiras do Exército da Bandeira Negra

Uma possível reconstrução das bandeiras de comando de Liu Yongfu em Sơn Tây

Liu Yongfu evidentemente tinha uma preferência pessoal pela cor preta, tendo sonhado em sua juventude que um dia se tornaria um "general do tigre negro". O Exército da Bandeira Negra recebeu o nome da cor das bandeiras de comando de Liu. 
Fontes francesas invariavelmente mencionam que as bandeiras de comando pessoal de Liu Yongfu eram muito grandes, de cor preta e retangulares. Em dezembro de 1873, quando Liu Yongfu confrontou Francis Garnier fora de Hanói, o Exército da Bandeira Negra foi descrito como marchando sob enormes bandeiras negras. Na Batalha de Palan (1º de setembro de 1883), o quartel-general de Liu Yongfu foi marcado com sete bandeiras pretas idênticas com bordas prateadas. Na Campanha de Sơn Tây (dezembro de 1883), Liu Yongfu ordenou que três grandes bandeiras pretas fossem hasteadas acima do portão principal da cidadela de Sơn Tây, com caracteres chineses em branco.
Unidades individuais do Black Flag hasteavam uma variedade de bandeiras, algumas retangulares e outras triangulares. Na tarde de 15 de agosto de 1883, durante a Batalha de Phủ Hoài, várias unidades do Exército da Bandeira Negra emergiram de suas defesas e avançaram em campo aberto para atacar a ala esquerda francesa; de acordo com uma testemunha ocular francesa, as unidades da Bandeira Negra em avanço ostentavam várias bandeiras pretas decoradas com caracteres chineses em vermelho ou branco. 
Os estandartes sobreviventes da Bandeira Negra incluem um estandarte triangular preto com uma representação em branco das sete estrelas da Ursa Maior. A reconstrução mostrada aqui exibe o caractere chinês 令, que, traduzido para o inglês, atualmente significa "ordem" ou "comando".